# Erioptera immaculata
Erioptera immaculata är en tvåvingeart. Erioptera immaculata ingår i släktet Erioptera och familjen småharkrankar.

## Underarter
Arten delas in i följande underarter:
- E. i. fuscivena
- E. i. immaculata